# Long Island College Hospital

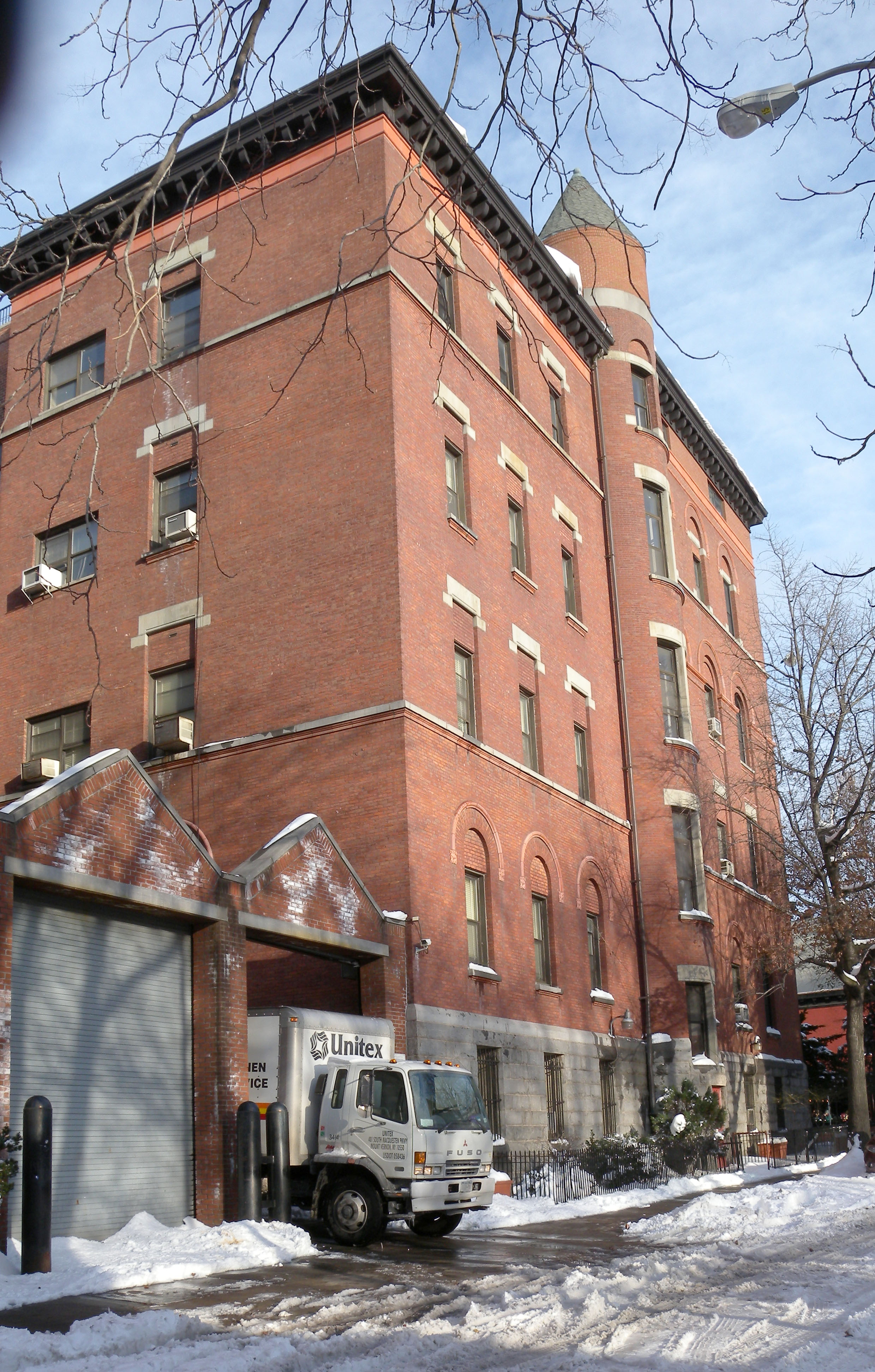
Henry Street

Long Island College Hospital (LICH) – szpital kliniczny znajdujący się przy Hicks Street i Amity Street w Cobble Hill, Brooklynie, Nowym Jorku.
Założony w 1858 roku szpital mieści 516 łóżek. W 1860 roku wprowadzono w nim nauczanie przy łóżku chorego, szpital był też jednym z pierwszych, w których stosowano stetoskopy i znieczulenie. W 1873 roku szpital wprowadził na Brooklynie pogotowie. Z czasem powstały oddziały LICH: Downstate Medical Center, jednostka akademicka State University of New York od 1948, i Polhemus Memorial Clinic, wzniesiony w 1897 ośmiopiętrowy budynek, prawdopodobnie pierwszy szpital-wieżowiec na świecie, podlegający LICH do czerwca 2008 roku.
Obecnie LICH podlega SUNY Downstate Medical Center, który służy za klinikę studentom Downstate College of Medicine.